# موزیکس گنو+لینوکس
موزیکس (به انگلیسی: musix) یک توزیع لینوکس زنده و قابل نصب برپایه دبیان است. موزیکس دارای برنامه‌های مورد نیاز برای ضبط و پخش صدا می‌باشد.